# Marathon van Enschede 1989
De marathon van Enschede 1989 werd gelopen op zaterdag 26 augustus 1989. Het was de 22e editie van deze marathon.
De Nederlander Marti ten Kate zegevierde bij de mannen in 2:10.57, 53 seconden boven zijn eerder dat jaar in Rotterdam gelopen PR van 2:10.04, de tweede snelste tijd van een Nederlander ooit. Bij de vrouwen ging de overwinning naar Tsjecho-Slowaakse Alena Peterkova in 2:40.28.

## Uitslagen

### Mannen
| rang   | naam               | land | tijd    |
| ------ | ------------------ | ---- | ------- |
| Goud   | Marti ten Kate     | NED  | 2:10.57 |
| Zilver | John Vermeule      | NED  | 2:14.08 |
| Brons  | Dirk Vanderherten  | BEL  | 2:14.40 |
| 4      | Jean-Pierre Paumen | BEL  | 2:19.08 |
| 5      | Michel de Maat     | NED  | 2:19.29 |
| 6      | Tesacek            | TCH  | 2:21.19 |
| 7      | Barus              | TCH  | 2:21.50 |
| 8      | Okolis             | YUG  | 2:22.03 |
| 9      | Bukuvjan           | TCH  | 2:22.24 |
| 10     | Jerwood            | GBR  | 2:24.18 |

### Vrouwen
| rang   | naam               | land | tijd    |
| ------ | ------------------ | ---- | ------- |
| Goud   | Alena Peterkova    | TCH  | 2:40.28 |
| Zilver | Ivana Mocikova     | TCH  | 2:46.07 |
| Brons  | Tanya-Maria Ball   | ENG  | 2:47.00 |
| 4      | Liesbeth Freriksen | NED  | 2:57.34 |

1947 ·
1949 ·
1951 ·
1953 ·
1955 ·
1957 ·
1959 ·
1961 ·
1963 ·
1965 ·
1967 ·
1969 ·
1971 ·
1973 ·
1975 ·
1977 ·
1979 ·
1981 ·
1983 ·
1985 ·
1987 ·
1989 ·
1991 ·
1992 ·
1993 ·
1994 ·
1995 ·
1996 ·
1997 ·
1998 ·
1999 ·
2000 ·
2001 ·
2002 ·
2003 ·
2004 ·
2005 ·
2006 ·
2007 ·
2008 ·
2009 ·
2010 ·
2011 ·
2012 ·
2013 ·
2014 ·
2015 ·
2016 ·
2017 ·
2018 ·
2019 ·
2020 · 2021 ·
2022 ·
2023 ·
2024 ·
2025